# Будинок зі скалок
«Будинок зі скалок» (англ. A House Made of Splinters) — російськомовний документальний фільм 2022 року данського кінорежисера Сімона Леренга Вільмонта знятий у спільному виробництві  Данії, Швеції, Фінляндії та України. 
Стрічка була створена за фінансової підтримки кіноінституцій кількох країни, зокрема Державного агентства України з питань кіно, Данського кіноінституту, Шведського кіноінституту, Фінського  кіноінституту тощо.
У березні 2023 року фільм увійшов до короткого списку з 5 фільмів на здобуття кінопремії «Оскар» у номінації за найкращий повнометражний документальний фільм.

## Фільмування
Фільмування документального фільму тривало понад два роки під-час російсько-української війни з квітня 2019 по жовтень 2020 року на неокупованій частині східної України у прифронтовому містечку Лисичанськ Луганської області.

## Сюжет
Дія фільму відбувається під-час Російсько-української війни впродовж 2019-2020 років на неокупованій частині східної України у прифронтвому містечку Лисичанськ Луганської області. У фільмі представлено історії трьох дітей тимчасово відірваних від своїх батьків,а також кількох вихователів цих дітей, які в умовах Російсько-української війни намагаються створити українським дітям безпечний простір біля лінії фронту в Лисичанському центрі соціально-психологічної реабілітації дітей.

## Прем'єра
Світова прем'єра документального фільму відбулася 23 січня 2022 року на американському кінофестивалі Санденс.

## Нагороди та визнання
- Фільм увійшов до короткого списку премії «Оскар»[6][9];
- грецький кінофестиваль «Thessaloniki International Film Festival» (дві нагороди)[13];
- Міжнародна федерація кінопреси — номінація: «Найкращий документальний фільм»[5];
- 45-й Гетеборзький кінофестиваль у Швеції — нагорода The Dragon Award Best Nordic Documentary «Найкращий фільм документального конкурсу»[14][13];
- Фестиваль Санденс — нагорода World Cinema Documentary Directing Award «Найкраща режисерська робота» у міжнародній програмі[5];[15]
- нагорода «Золотий Олександр» — номінація: «Найкращий документальний фільм»[5];
- нагорода FIPRESCI Award[5];
- нагорода головного кінофестивалю незалежного кіно Sundance Film Festival у США — номінація: «Найкраща режисерська робота» в конкурсній програмі World Cinema Documentary Competition[6];
- Фестиваль документального кіно про права людини One World у Празі — номінація: «Найкращий фільм»[5].